# 南邁阿密高地 (佛羅里達州)
南邁阿密高地（英語：Sourh Miami Heights）是位於美國佛羅里達州邁阿密-戴德縣的一個人口普查指定地區。

## 地理
南邁阿密高地的座標為25°35′20″N 80°23′07″W / 25.58889°N 80.38528°W，而該地最高點為海拔高度3米（即10英尺）。

## 人口
根據2010年美國人口普查的數據，南邁阿密高地的面積為12.80平方千米，當中陸地面積為12.80平方千米，而水域面積為0.00平方千米。當地共有人口35696人，而人口密度為每平方千米2,788人。